# 2025年世界运动会壁球比赛
2025年世界运动会壁球比赛是2025年世界运动会的一个项目，于2025年8月8日-12日在中国成都市高新区高新体育中心综合馆举行。本届世界运动会共设置男子单打和女子单打两个项目。

## 奖牌榜
*   主办国家/地区（中国）
| 排名                     | 国家 / 地区              | 金牌 | 銀牌 | 銅牌 | 总计 |
| ------------------------ | ------------------------ | ---- | ---- | ---- | ---- |
| 1                        | 法国                     | 1    | 1    | 0    | 2    |
| 2                        | 日本                     | 1    | 0    | 0    | 1    |
| 3                        | 匈牙利                   | 0    | 1    | 0    | 1    |
| 4                        | 哥伦比亚                 | 0    | 0    | 1    | 1    |
| 4                        | 西班牙                   | 0    | 0    | 1    | 1    |
| 总计（共5个国家 / 地区） | 总计（共5个国家 / 地区） | 2    | 2    | 2    | 6    |

## 奖牌得主
| 项目     | 金牌                        | 银牌                          | 铜牌                                       |
| 男子单打 | 维克多·克鲁安 · 法国（FRA） | 巴拉兹·法卡斯 · 匈牙利（HUN） | 米格尔·安赫尔·罗德里格斯 · 哥伦比亚（COL） |
| 女子单打 | 渡边聪美 · 日本（JPN）      | 玛丽·斯蒂芬 · 法国（FRA）     | 玛塔·多明戈斯 · 西班牙（ESP）              |

## 参赛代表团
- （2）
- 奥地利（2）
- 中国（5）
- 哥伦比亚（3）
- 克罗地亚（3）
- 捷克（3）
- 埃及（4）
- 法国（5）
- 德国（4）
- 中国香港（4）
- 匈牙利（2）
- 日本（3）
- 尼日利亚（1）
- 巴基斯坦（2）
- 波兰（3）
- 罗马尼亚（4）
- 南非（2）
- 西班牙（2）
- 瑞士（3）
- 泰国（1）
- 乌克兰（2）
- 津巴布韦（1）